# Shouldham Thorpe
Shouldham Thorpe est une paroisse civile et un village du Norfolk, en Angleterre.